# Koldín
Koldín är en ort i Tjeckien.   Den ligger i regionen Pardubice, i den östra delen av landet, 130 km öster om huvudstaden Prag. Koldín ligger 339 meter över havet och antalet invånare är 318.
Terrängen runt Koldín är platt åt sydväst, men åt nordost är den kuperad. Terrängen runt Koldín sluttar västerut. Runt Koldín är det ganska tätbefolkat, med 65 invånare per kvadratkilometer. Närmaste större samhälle är Choceň, 4,4 km sydväst om Koldín. I omgivningarna runt Koldín växer i huvudsak blandskog.